# Game & Watch Gallery Advance
Game & Watch Gallery Advance (Game & Watch Gallery 4) est le quatrième volet de la série Game & Watch Gallery. Ce jeu est réédité sur la console virtuelle de la Wii U.

## Jeux
Il contient les jeux suivants :
- Mario's Cement Factory : Des chariots font tomber de la farine, à vous de les amener à Yoshi et à Toad.
- Rain Shower : Bowser lance des "Bombes" ; à vous de déplacer la corde à linge...
- Boxing : Affronter vos adversaires à la boxe.
- Fire : Contrôler les pompiers et sauvez des vies.
- Donkey Kong 3 : Envoyez des bulles vers les flammes pour les envoyer vers votre adversaire.
- Donkey Kong Jr. : contrôlez Donkey Kong Jr. et aidez-le à sauver son père.

Ainsi que les jeux suivants à débloquer :
- CHEF : Manipuler avec adresse Peach pour cuisiner des plats pour Yoshi.
- Mario Bros. : Contrôler Mario et Luigi dans une usine de gâteaux.
- Donkey Kong : Libérer Peach de Donkey Kong qui lance des tonneaux.
- Octopus : Ramasser des trésors sans se faire prendre par la pieuvre qui les garde.